# Camilo de Lelis
Camilo de Lelis o Camillo de Lellis (Bucchianico di Chieti, 25 de mayo de 1550-Roma, 14 de julio de 1614) fue un sacerdote italiano, fundador de la Orden de los Camilos, orden hospitalaria dedicada a la atención de los enfermos, actividad a la que se consagró después de su conversión, tras haberse dedicado a las armas. Un distintivo en los de su orden, es una Cruz Roja en el pecho.

## Biografía
Camilo de Lelis nació en el pueblo de Bucchianico (Chieti, Italia), en 1550. Su nacimiento tuvo lugar en un establo, ya que a pesar de ser de familia noble, su madre quiso imitar el nacimiento de Jesús. Quedó huérfano de madre siendo muy niño, por lo que vivió con su padre, que era mercenario militar, hasta que en la adolescencia quedó también huérfano de él. En este tiempo comenzó a tomar el vicio del juego de las cartas, lo cual le acarreó graves contratiempos. Como hijo de un militar, eligió esta misma profesión a los diecinueve años y participó en numerosas acciones de guerra por todo el Mediterráneo, donde tras ser herido, trabajó como enfermero. 
Al regresar al ejército, volvió a caer en el vicio del juego, lo que le hizo acabar mendigando. Antes de su conversión, Camilo vivió una vida disoluta, llena de vicios, hasta que quedó pobre, solo y mal vestido. Un caballero feudal lo llevó a caballo al convento de frailes capuchinos de San Giovanni Rotondo en 1575 en donde tuvo lugar su conversión y decidió dedicar su vida a Dios, ingresando en los capuchinos con el nombre de fray Cristóbal; pero en 1582 un accidente en el empeine del pie derecho, hizo que abandonara el convento, dirigiéndose al Hospital de Morcones. 

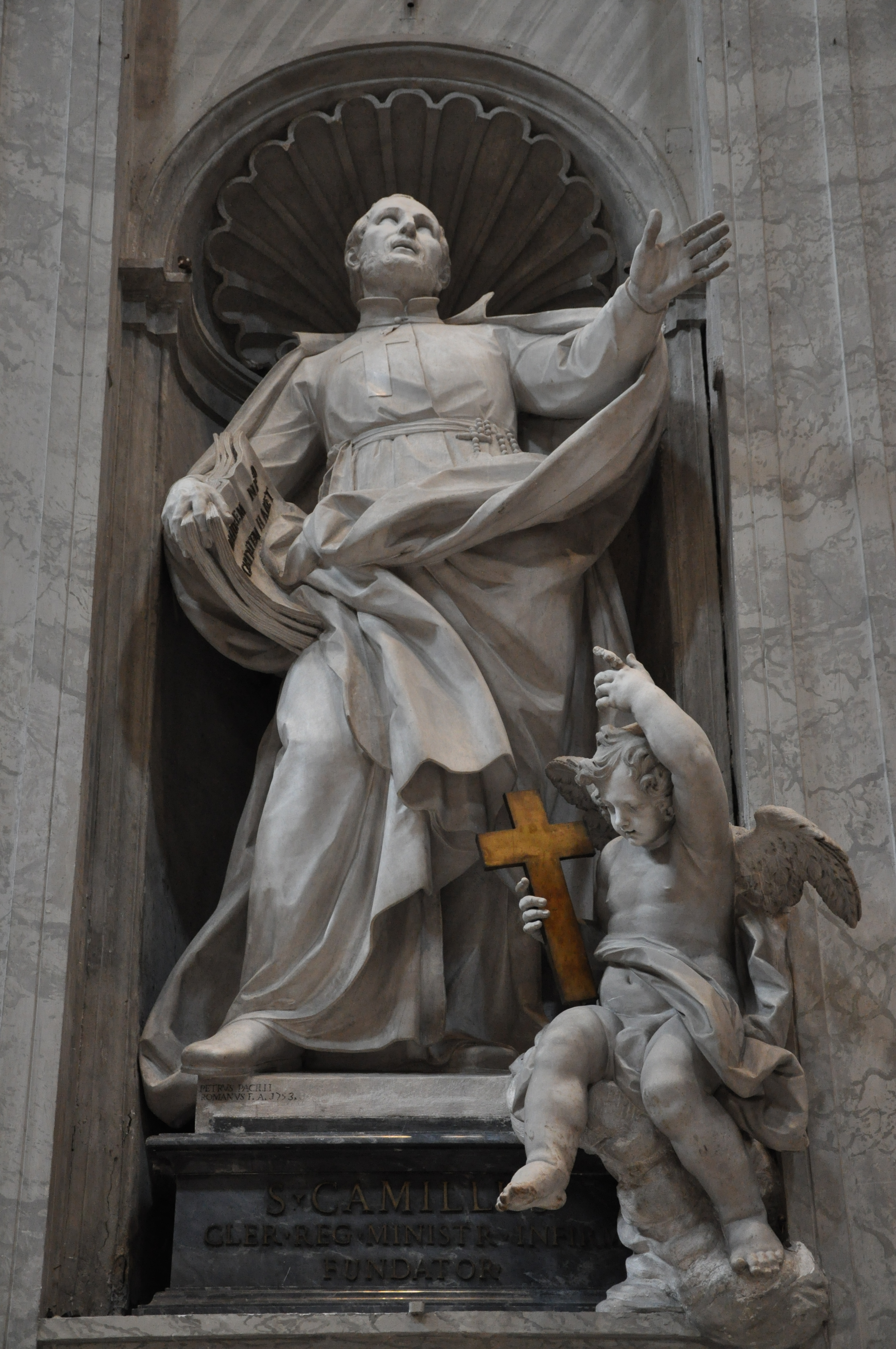
Escultura que representa a san Camilo de Lelis, en la basílica de San Pedro, Ciudad del Vaticano.

Cuando procedía a embarcarse a Roma, miró por la calle a un enfermo abandonado en el muelle, lo cual le inspiró a dedicar su vida al servicio de los enfermos. Se colocó como mayordomo en el Hospital de Santiago en Roma bajo la dirección de Felipe Neri. Viendo el trato negligente que se daba a los enfermos, pensó en crear una asociación que les diera una atención humana y cristiana, después de haber visto tantos heridos abandonados en los campos de batalla. A la edad de treinta años ingresó en el Colegio Romano (ahora Universidad Gregoriana), a pesar de la burla de sus jóvenes compañeros, que le discriminaban porque le encontraron demasiado viejo para decidirse por el sacerdocio. A pesar de ello, se ordenó sacerdote el 26 de mayo de 1584 pese a su avanzada edad.
Tras una larga andadura como enfermero, lo que lo llevó posteriormente a fundar la congregación de Clérigos Regulares Ministros de los Enfermos Agonizantes (Clericorum Regolarium Ministrantium Infirmis), más conocida como Camilianos, destinada al cuidado de los enfermos abandonados. La Orden de los Camilos o Camilianos, fue aprobada pronto, y fue de gran ayuda cuando el tifus asoló Roma. En el mes de septiembre junto a un grupo de compañeros recibió el hábito de la nueva comunidad religiosa, aprobada el 18 de marzo de 1586 por Sixto V y a la que Gregorio XIV elevaría a la categoría de orden religiosa, emitiendo Camilo los votos solemnes el día 8 de diciembre de 1591.

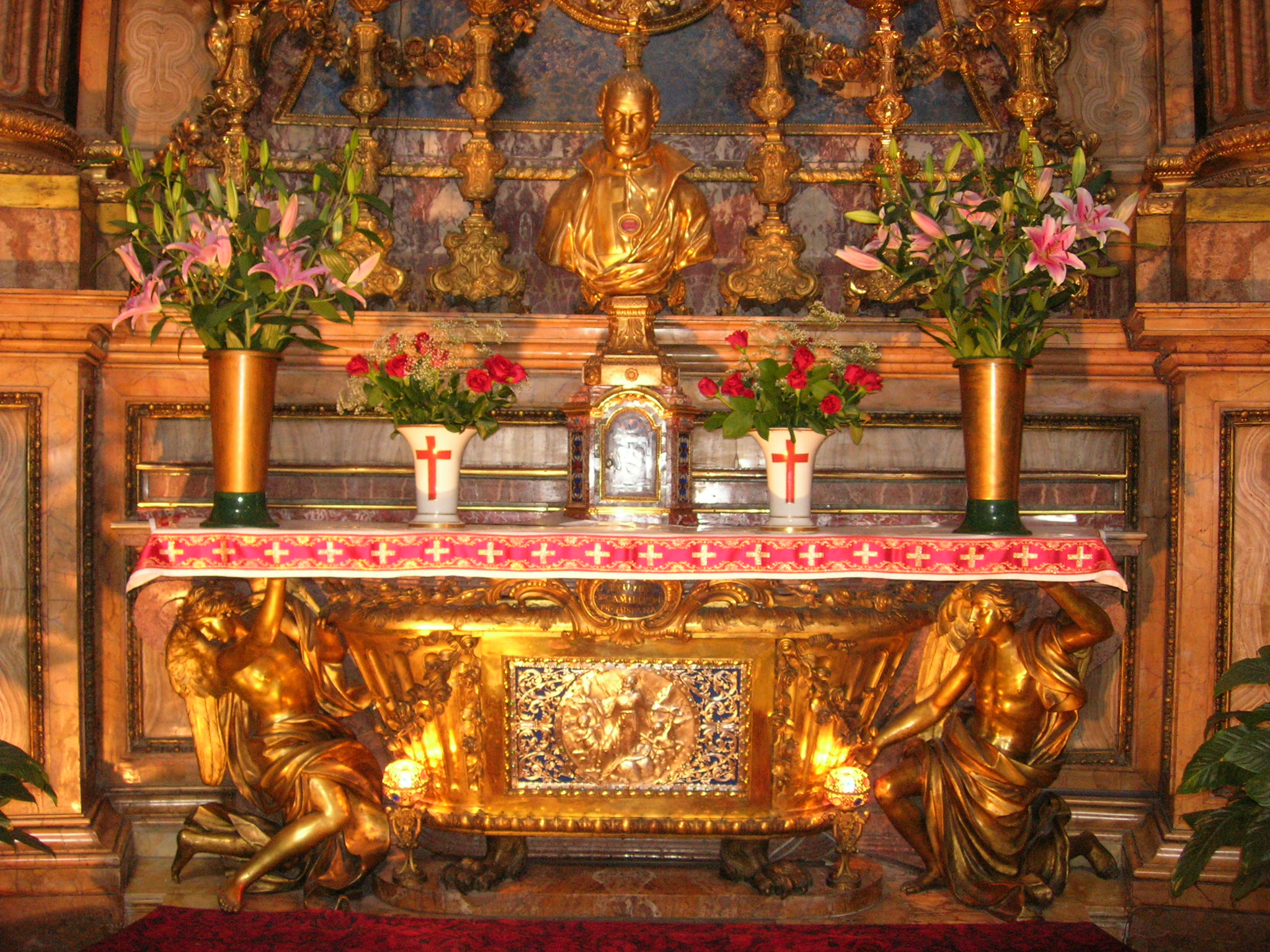
Urna y altar con la tumba de san Camilo de Lelis, esculpida y pintada por Giardoni y Conserva con motivo de la beatificación en 1742. Iglesia de Santa María Magdalena, Roma.

Murió en Roma, el 14 de julio de 1614, a la edad de 64 años, y su festividad se celebra el 14 de julio. Fue beatificado en 1742 en Roma por Benedicto XIV, y canonizado el 29 de junio de 1746 en Roma por Benedicto XIV.
Sus restos se encuentran en la iglesia de Santa María Magdalena, donde Sebastiano Conca pintó un fresco sobre su vida. Tradicionalmente, también se ha asegurado siempre que en esta iglesia se encuentran los restos de santa Marcela, san Maximino de Aix e incluso la propia María Magdalena.
En 1886, León XIII declaró a san Camilo, juntamente con san Juan de Dios, protectores de todos los enfermos y hospitales del mundo católico; patrono universal de los enfermos, de los hospitales y del personal hospitalicio.